# Trouble
«Trouble» és una cançó de la banda britànica Coldplay, llançada el 26 d'octubre de 2000 com a tercer senzill del seu àlbum d'estudi de debut, Parachutes.

## Informació
La cançó fou composta pels quatre membres del grup en referència al propi comportament dins la banda i els problemes que es generen amb el treball dia a dia. Amb la col·laboració de Ken Nelson a la producció, van enregistrar la cançó fins a quatre ocasions per tal d'aconseguir el que volien realment. La primera remescla la va realitzar l'enginyer Michael Brauer a Nova York, però Nelson la va rebutjar perquè la qualitat no era la idònia. Tanmateix, Nelson no va culpar a Brauer perquè no estigué present durant la remescla.
La cançó es va llançar com a tercer senzill de Parachutes el 26 d'octubre de 2000 i el 18 de desembre de 2001. Una edició limitada del senzill també incloïa unes remescles de "Yellow" i "Have Yourself a Merry Little Christmas". Comercialment va tenir un èxit destacat amb la desena posició al Regne Unit i la 28 als Estats Units. El grup britànic Lost Witness va realitzar una remescla discotequera molt ben acceptada i que va allargar la popularitat de la cançó. Martin va declarar posteriorment que gràcies a aquesta cançó van salvar-se de ser etiquetats com una banda one-hit wonder. L'estiu del 2001 es va publicar un EP amb el títol Trouble – Norwegian Live EP i el 2003 també va formar part del recopilatori de directes Live 2003.
Com en moltes altres cançons, Coldplay va declinar diverses ofertes per utilitzar "Trouble" en actes promocionals. Per exemple, van rebutjar una oferta multimilionària per un anuncia de Coca-Cola Light o per formar part de la banda sonora de la pel·lícula Driven de Sylvester Stallone.
La versió original europea del videoclip fou dirigida per Sophie Muller. Martin és presoner en un magatzem fosc i fred, lligat en una cadira i rodejat de cotxes intentant deslligar-se. La versió estatunidenca fou dirigida per Tim Hope i segueix el mateix tema que "Don't Panic". Hope fou guardonat amb el premi MTV Video Music Award com a millor director l'any 2002, i també fou nominat com a videoclip més revolucionari.

## Llista de cançons
1. "Trouble" – 4:30
2. "Brothers and Sisters" – 4:50
3. "Shiver" (Jo Whiley's Lunchtime Social) – 4:23